# Хромозома 1 (човек)
Хромозома 1 е най-голямата човешка хромозома. Хората имат две копия от нея, какъвто е случая с всички автозоми, които са неполови хромозоми. Размерът на Хромозома 1 е около 249 милиона нуклеотидни базови двойки, които са основните информационни единици на ДНК. Представлява около 8% от общото ДНК в човешките клетки.
Тя е последната завършена хромозома, разшифрована две десетилетия след началото на проект „Човешки геном“.

## Гени

### Брой гени
| Изготвен от | Кодиращи протеини | Некодиращи протеини | Псевдогени | Дата             |
| ----------- | ----------------- | ------------------- | ---------- | ---------------- |
| CCDS        | 1961              | —                   | —          | 8 септември 2016 |
| HGNC        | 1993              | 707                 | 1113       | 12 май 2017      |
| Ensembl     | 2044              | 1924                | 1223       | 29 март 2017     |
| UniProt     | 2064              | —                   | —          | 28 февруари 2018 |
| NCBI        | 2093              | 1790                | 1426       | 19 май 2017      |

## Заболявания
Има 890 познати заболявания свързани с тази хромозома. Някои от тях са увреждане на слуха, болест на Алцхаймер, глаукома и рак на гърдата. Пренареждане и мутации в хромозомата са често наблюдавани при ракови и много други видове болести.
Пълната монозомия (наличието на само едно копие от цялата хромозома) е смъртоносно преди раждане. Пълната тризомия (наличието на три копия от цялата хромозома) е летално до дни след зачеването. Някои частични липси или повторения причиняват вродени заболявания.